# 日置修平
日置 修平（ひおき しゅうへい）は神奈川県横浜市出身の日本のメディアアーティスト、映像演出、監督。

## 経歴
大学院修了後、グラフィックデザイン、ウェブ、映像制作や空間演出とメディアの垣根を超えて活動を展開。人の感じる心の高揚感を音楽的な表現で具現化する共感覚的な作品が多くみられる。
2006年からはホログラムシステムを使った空間演出を始め、アル・ゴア元副大統領主催のライブ・アースでは、日本のオープニングアクトを務めたコンセプチュアルバンド・元気ロケッツのホログラムライブも手がけている。
元気ロケッツの活動と共に、2008年シナスタシアシューティングゲーム”チャイルドオブエデン”の開発に立ち上げから参加。
近年ではプロジェクションマッピングや常設展示映像など、多岐に渡る領域で活躍し、作品作りを展開されている。

## 主な作品
- 神奈川県庁舎　プロジェクションマッピング MIRAIE[2]
- 東京ドーム　宇宙ミュージアムTeNQ　音と光が奏でる138億年[3]
- 市川市市政80周年記念イベント　プロジェクションマッピング　Ray road[4]
- 太陽の塔　プロジェクションマッピング　Colors[5]
- Genki Rockets I: Heavenly Star[6]
- MATALLY[7]

### ライブパフォーマンス作品
- 上海国際博覧会 日本産業館JAL舞台大塚製薬ウィーク[8]
- YouTube Live Tokyo [9]
- Live Earth[10]